# فيلهلم براسي
فيلهلم براسي (بالبولندية: Wilhelm Brasse) (3 ديسمبر 1917 - 23 أكتوبر 2012) مصور فوتوغرافي بولندي، كان سجينا في معسكر اعتقال أوشفيتز خلال الحرب العالمية الثانية. ويُعرف باسم «المصور الشهير لمعسكر اعتقال أوشفيتز».

## حياته
كان براسي من أصول نمساوية وبولندية. وتعلم التصوير في كاتوفيتشي في استوديو عمته. وبعد الغزو الألماني لبولندا في عام 1939 واحتلال مسقط رأسه أوفيتش، في جنوب بولندا، استجوبه ضباط من القوات الألمانية الخاصة (SS). ورفض قسم الولاء لهتلر، وسجن لمدة ثلاثة أشهر.
وبعد إطلاق سراحه، رفض إجباره على الانتماء إلى الجيش الألماني، وحاول الهروب إلى المجر والانضمام إلى الجيش البولندي في فرنسا، ولكن تم أسره مع شبان آخرين على الحدود البولندية المجرية وتم ترحيلهم إلى معسكر اعتقال أوشفيتز بركناو، في بولندا.
وعين في قسم التوثيق الفوتوغرافي في المعسكر، والذي كانت مهمته تصوير الأحداث في المعسكر، بما في ذلك التجارب الطبية، وصنع صورًا لملفات النزلاء. ويقدر عدد الصور التي التقطها براسه من 40.000 إلى 50.000 «صورة هوية» من عام 1940 حتى عام 1945، قبل أن يتم نقله إلى معسكر اعتقال آخر في النمسا، حيث تم تحريره من قبل القوات الأمريكية في مايو 1945.    ] 
معظم الصور التي التقطها براسي فقدت، لكن الصور الباقية تعرض في العديد من الأماكن، منها متحف أوشفيتز بيركيناو الحكومي، وفي ياد فاشيم وهي النصب التذكاري الإسرائيلي الرسمي لضحايا الهولوكوست اليهود. 